# 反觀念主義
反觀念主義（英語：Stuckism），是一種對觀念藝術的反思，強調以人物或實際描繪物品為主的藝術創作，是新現代主義藝術的一支。反觀念藝術起始於1999年，其重點在於重新檢視「觀念藝術」，從而找出今日藝術發展的路向。

## 歷史
反觀念主義是由 Billy Chidish 和 Charles Thomson 創建於1999年的國際藝術運動，該運動鼓吹以具象繪畫作為對抗概念藝術的手段。直至2012年七月為止，十三個英國藝術家組成的原始團體已經擴張到52國的233個團體。

## 圖庫

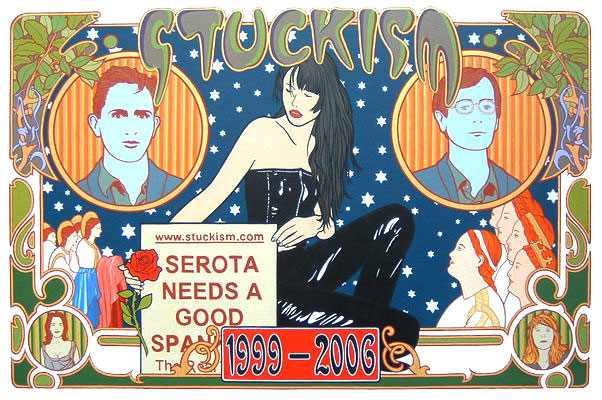
Paul_Harvey作品
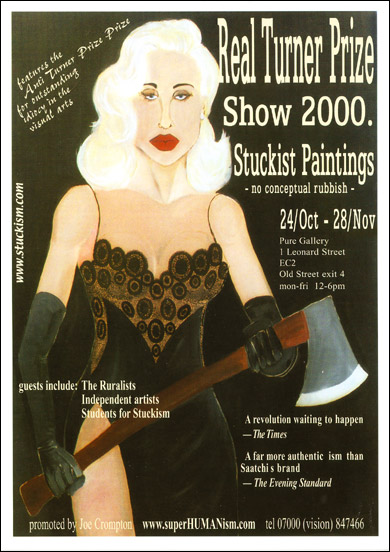
反觀念主義畫展的海報
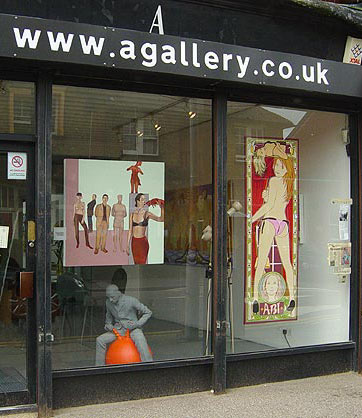
反觀念主義畫廊